# Comté de Woodanilling
Le Comté de Woodanilling est une zone d'administration locale au sud de l'Australie-Occidentale en Australie. Le comté est situé à 30 km  au sud de Wagging et à 260 kilomètres au sud-sud-est de Perth, la capitale de l'État. 
Le centre administratif du comté est la ville de Woodanilling.
Le comté est divisé en un certain nombre de localités:
- Woodanilling
- Beaufort River
- Cartmeticup

Le comté a 7 conseillers locaux et est divisé en 3 circonscriptions
- Central Ward (2 conseillers)
- West Ward (3 conseillers)
- East Ward (2 conseillers)